# Sieć handlowa
Sieć handlowa – zespół jednostek handlowych, takich jak sklepy, hurtownie czy punkty sprzedaży detalicznej, powiązanych ze sobą własnościowo lub organizacyjnie, które współpracują w celu dystrybucji produktów lub usług od producenta do konsumenta. Charakteryzuje się centralnym zarządzaniem, wspólną polityką handlową oraz działaniem pod jednolitą marką zgodnie z ustalonymi zasadami.

## Historia sieci handlowych
Pierwsze sieci handlowe zaczęły powstawać na przełomie XIX i XX. Jedną z pierwszych sieci handlowych była angielska sieć, której początek dała założona w 1792 roku firma W.H. Smith sprzedająca gazety w Londynie. W połowie XIX wieku pod kierownictwem wnuka założyciela Williama Henry'ego Smitha, firma wykorzystała boom kolejowy podczas rewolucji przemysłowej, otwierając kioski z gazetami na stacjach kolejowych począwszy od 1848 roku. W 2017 roku sieć istniała w 1,400 lokalizacjach.  Jednym z pionierów sieci handlowych była założona w 1859 roku sieć sklepów spożywczych A&P (The Great Atlantic & Pacific Tea Company), która wkrótce rozwinęła się w jedną z największych sieci detalicznych w USA. Jedną z pierwszych polskich sieci była Stokrotka, założona w 1994 roku w Lublinie.

## Największe sieci handlowe na świecie
Według raportu Global Powers of Retailing 2023 firmy Deloitte, największymi sieciami handlowymi na świecie pod względem przychodów są:
- Walmart (USA) – przychody: 572,8 mld USD, ponad 10 500 sklepów na całym świecie.
- Amazon (USA) – przychody: 239,2 mld USD (głównie e-commerce).
- Costco Wholesale Corporation (USA) – przychody: 196,2 mld USD.
- Schwarz Group(inne języki) (Niemcy, właściciel Lidl i Kaufland) – przychody: 154,1 mld USD.
- Aldi Einkauf (Niemcy) – około 11 000 sklepów w 20 krajach.

## Sieci handlowe w Polsce
W Polsce do największych sieci handlowych należą:
- Biedronka – sieć dyskontów w Polsce, posiadająca ponad 3 500 sklepów na terenie całego kraju[10][11].
- Żabka – sieć małych sklepów convenience, licząca ponad 10 000 placówek.
- ABC – sieć posiadająca ponad 7 000 sklepów w Polsce[12].